# Viviani (cráter)

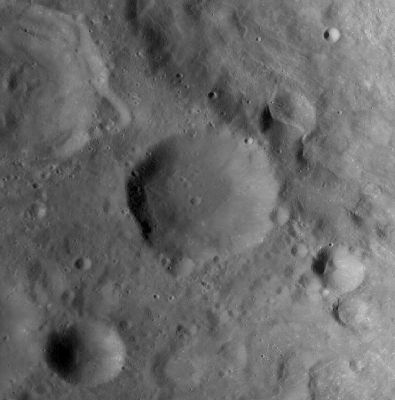
Fotografía de la misión Lunar Reconnaissance Orbiter

Viviani es un pequeño cráter de impacto perteneciente a la cara oculta de la Luna, ubicado al oeste del prominente cráter King, y justo al sureste de Katchalsky.
Se trata de un cráter circular, en forma de cuenco, con un borde de perfil bien definido y una pared interior más ancha en la mitad sureste. Un pequeño cráter ha cortado el contorno del borde sur, y otro pequeño cráter aparece adosado al exterior en el este. Las paredes interiores son simples pendientes que descienden hasta el nivel relativamente nivelado del suelo del cráter, sin otras características destacables.
Lleva el nombre del matemático y científico italiano Vincenzo Viviani

## Cráteres satélite
Por convención estos elementos son identificados en los mapas lunares poniendo la letra en el lado del punto medio del cráter que está más cercano a Viviani.
|         | \| Viviani \| Coordenadas \| Diámetro \| \| ------- \| ---------------------------- \| -------- \| \| N \| 3°30′N 116°30′E / 3.5, 116.5 \| 16 km \| \| P \| 4°06′N 116°30′E / 4.1, 116.5 \| 15 km \| |          |
| Viviani | Coordenadas | Diámetro |
| N       | 3°30′N 116°30′E / 3.5, 116.5 | 16 km    |
| P       | 4°06′N 116°30′E / 4.1, 116.5 | 15 km    |

## En la cultura popular
- Viviani, junto con otro cráter, Bingham, es mencionado en el episodio de la temporada 14 de Midsomer Murders, 'Secretos Oscuros'.